# Seznam norveških jezikoslovcev
Seznam norveških jezikoslovcev.

## A
- Ivar Andreas Aasen

## B
- Sophus Bugge

## K
- Jørgen Alexander Knudtzon

## N
- Gustav Natvig-Pedersen

## S
- Alf Sommerfelt
- Georg Sverdrup